# The Stranger (album)
The Stranger là album phòng thu thứ 5 của ca sĩ, nhạc sĩ người Mỹ Billy Joel và được phát hành vào tháng 9 năm 1977 bởi Columbia Records. Album đánh dấu lần cộng tác đầu tiên của Joel với Phil Ramone, người sau này sản xuất các album phòng thu cho anh.
The Stranger là nỗ lực tiếp theo của Billy Joel sau khi album Turnstiles thất bại toàn diện cả về mặt thương mại lẫn chuyên môn, khiến Columbia muốn loại bỏ Joel khỏi các dự án của hãng đĩa này. Anh liền thay thế toàn bộ ban nhạc của mình bằng những thành viên mới mà anh tuyển mộ trong quá trình lưu diễn Turnstiles, bao gồm tay trống Liberty DeVitto, tay bass Doug Stegmeyer, và nghệ sĩ đa nhạc cụ Richie Cannata. Với mục đích tìm kiếm một nhà sản xuất mới, Joel đã liên lạc với nhà sản xuất của The Beatles là George Martin trước khi lựa chọn Phil Ramone, người vốn thành công với các sản phẩm của Paul Simon. Chỉ trong vòng 3 tuần, DeVitto, Stegmeyer và Cannata đã thu âm hoàn chỉnh các ca khúc, bên cạnh một vài nghệ sĩ khách mời tới chơi phần guitar trong album.
Với tổng cộng 6 tuần chiếm vị trí á quân tại Billboard 200, The Stranger được coi là bước ngoặt sự nghiệp của Billy Joel. Có tới 4 đĩa đơn trích từ album lọt vào top 40 của Billboard Hot 100: "Just the Way You Are" (#3), "Movin' Out (Anthony's Song)", "She's Always a Woman" (đều đạt #17) và "Only the Good Die Young" (#24). Một số ca khúc khác như "Scenes from an Italian Restaurant" và "Vienna" đều được Joel thể hiện trong các chuyến lưu diễn. Album mang về cho anh 2 giải Grammy danh giá cho Bài hát của năm và Thu âm của năm ("Just the Way You Are").
Cho tới nay, The Stranger vẫn là album phòng thu bán chạy nhất của Billy Joel. Album cũng vượt qua Bridge over Troubled Water của Simon & Garfunkel để trở thành album bán chạy nhất lịch sử hãng đĩa Columbia với hơn 10 triệu bản trên toàn thế giới. The Stranger cũng nằm trong danh sách "500 album vĩ đại nhất" do tạp chí Rolling Stone bình chọn.

## Danh sách ca khúc
Tất cả các ca khúc đều được sáng tác bởi Billy Joel.
| Mặt A | Mặt A                               | Mặt A      |
| STT   | Nhan đề                             | Thời lượng |
| ----- | ----------------------------------- | ---------- |
| 1.    | "Movin' Out (Anthony's Song)"       | 3:30       |
| 2.    | "The Stranger"                      | 5:10       |
| 3.    | "Just the Way You Are"              | 4:52       |
| 4.    | "Scenes from an Italian Restaurant" | 7:37       |

| Mặt B            | Mặt B | Mặt B      |
| STT              | Nhan đề | Thời lượng |
| ---------------- | --- | ---------- |
| 5.               | "Vienna" | 3:34       |
| 6.               | "Only the Good Die Young" | 3:55       |
| 7.               | "She's Always a Woman" | 3:21       |
| 8.               | "Get It Right the First Time" | 3:57       |
| 9.               | "Everybody Has a Dream" (các ấn bản LP và cassette bao gồm bản reprise của "The Stranger", tuy nhiên ấn bản băng cối 8-track không ghi ca khúc này) | 6:38       |
| Tổng thời lượng: | Tổng thời lượng: | 42:34      |

### Băng cối 8-track
1. "The Stranger" – "Just the Way You Are"
2. "Movin' Out (Anthony's Song)" – "Vienna" – "She's Always a Woman"
3. "Only the Good Die Young" – "Scenes from an Italian Restaurant (Part 1)"
4. "Scenes from an Italian Restaurant (Conclusion)" – "Get It Right the First Time" – "Everyone Has a Dream"

### Ấn bản kỷ niệm 30 năm phát hành
Ấn bản kỷ niệm 30 năm phát hành của The Stranger được phát hành vào tháng 7 năm 2008, bao gồm 2 CD ấn bản Legacy, một phiên bản Deluxe Limited Edition (2 CD và DVD theo kèm). Phiên bản Limited Deluxe Edition bao gồm CD gốc được chỉnh âm bởi Phil Ramone và một CD có các bản thu trực tiếp của Billy Joel cùng ban nhạc trong buổi diễn Live at Carnegie Hall 1977, ngày 3 tháng 6 năm 1977. Ngoài ra còn có DVD ghi hình quá trình quảng bá của The Stranger và buổi trình diễn 60 phút chương trình Old Grey Whistle Test (1978) tại đài BBC2. Box set này còn tặng kèm poster của buổi diễn tại Carnegie Hall (1977), cuốn sổ tay ghi chép những bản thảo phần ca từ của nhiều ca khúc trong The Stranger.
Live at Carnegie Hall, June 3, 1977 CD
1. "Miami 2017 (Seen the Lights Go Out on Broadway)" – 5:11
2. "Prelude/Angry Young Man" – 6:05
3. "New York State of Mind" – 8:20
4. "Just the Way You Are" – 4:56
5. "She's Got a Way" – 3:32
6. "The Entertainer" – 6:09
7. "Scenes from an Italian Restaurant" – 7:35
8. "Band Introductions" – 2:02
9. "Captain Jack" – 6:51
10. "I've Loved These Days" – 4:29
11. "Say Goodbye to Hollywood" – 6:45
12. "Souvenir" – 2:09

Bonus DVD
- Live Promotional Videos, 1977

1. "The Stranger"
2. "Just the Way You Are"

- The Old Grey Whistle Test trên kênh BBC1 (lên sóng ngày 14 tháng 3 năm 1978)

1. "Intro"
2. "Miami 2017 (Seen the Lights Go Out on Broadway)"
3. "Movin' Out (Anthony's Song)"
4. "New York State of Mind"
5. "The Entertainer"
6. "She's Always a Woman"
7. "Root Beer Rag"
8. "Just the Way You Are"
9. "Only the Good Die Young"
10. "Souvenir"
11. "Ain't No Crime"

- 30 phút phim tài liệu về quá trình thực hiện The Stranger

Best Buy exclusive bonus CD (Live at Nassau Coliseum 12/77)
(theo cùng 2-CD Legacy và 2CD/1DVD ấn bản kỷ niệm 30 năm phát hành)
1. "Just the Way You Are"
2. "Vienna"
3. "The Ballad of Billy the Kid"
4. "Get It Right the First Time"
5. "Summer, Highland Falls"

Target exclusive bonus DVD
(theo cùng 2-CD Legacy)
1. "Movin' Out (Anthony's Song)" (trực tiếp từ Long Island, New York)
2. "The Stranger" (trực tiếp từ Long Island, New York)
3. "Only the Good Die Young" (trực tiếp từ Leningrad, Liên Xô)
4. "Scenes from an Italian Restaurant" (trực tiếp từ Yankee Stadium, The Bronx, New York)
5. "Piano Man" (trực tiếp từ tour diễn River of Dreams)

Các ca khúc phát hành kỹ thuật số
1. "Prelude/Angry Young Man" (ấn bản trực tiếp) (Version 2) (chỉ có trên iTunes) – 5:03
2. "She's Got a Way" (ấn bản trực tiếp) (Version 2) (chỉ có trên AmazonMP3) – 3:42

## Xếp hạng và chứng chỉ
| Bang xếp hạng (1978)           | Vị trí cao nhất |
| ------------------------------ | --------------- |
| Australian (Kent Music Report) | 2               |
| Canadian Albums (RPM)          | 2               |
| Dutch Albums (MegaCharts)      | 36              |
| French Albums (SNEP)           | 15              |
| Icelandic Albums (Tonlist)     | 3               |
| Japanese Albums (Oricon)       | 3               |
| New Zealand Albums (RIANZ)     | 2               |
| UK Albums (OCC)                | 24              |
| US Billboard 200               | 2               |
| Zimbabwean Albums (ZIMA)       | 5               |

| Bảng xếp hạng (2008)     | Vị trí cao nhất |
| ------------------------ | --------------- |
| Japanese Albums (Oricon) | 28              |

| Bảng xếp hạng (1978)     | Vị trí |
| ------------------------ | ------ |
| Australian Albums Chart  | 5      |
| Canadian Albums Chart    | 2      |
| Japanese Albums Chart    | 12     |
| New Zealand Albums Chart | 4      |
| US Billboard Pop Albums  | 4      |

| Bảng xếp hạng (1979)     | Vị trí |
| ------------------------ | ------ |
| New Zealand Albums Chart | 48     |
| US Billboard Pop Albums  | 18     |

### Chứng chỉ
| Quốc gia                                                                           | Chứng nhận  | Số đơn vị/doanh số chứng nhận |
| ---------------------------------------------------------------------------------- | ----------- | ----------------------------- |
| Úc (ARIA)                                                                          | Bạch kim    | 50.000^                       |
| Canada (Music Canada)                                                              | 5× Bạch kim | 500.000^                      |
| Pháp                                                                               | —           | 75,000                        |
| Hồng Kông (IFPI Hồng Kông)                                                         | Bạch kim    | 20.000*                       |
| Nhật Bản (RIAJ)                                                                    | Vàng        | 377,000                       |
| New Zealand (RMNZ)                                                                 | Bạch kim    | 15.000^                       |
| Anh Quốc (BPI)                                                                     | Vàng        | 100.000^                      |
| Hoa Kỳ (RIAA)                                                                      | Kim cương   | 10.000.000^                   |
| * Chứng nhận dựa theo doanh số tiêu thụ. ^ Chứng nhận dựa theo doanh số nhập hàng. |             |                               |

## Phát hành
| Định dạng                               | Ngày phát hành       | Hãng đĩa                  | Số lưu trữ    |
| --------------------------------------- | -------------------- | ------------------------- | ------------- |
| Đĩa than                                | Tháng 9 năm 1977     | Columbia                  | JC 34987      |
| Đĩa than (Úc)                           | 1977                 | Columbia (CBS Inc.)       | SBP 237057    |
| CD (Nhật Bản)                           | 6 tháng 3 năm 1982   | CBS/Sony                  | 35-DP-2       |
| Cassette                                | Tháng 10 năm 1990    | Columbia                  | JCT 34987     |
| CD                                      | 1990                 | Columbia                  | CK-34987      |
| CD chỉnh âm                             | 20 tháng 10 năm 1998 | Columbia                  | CK 69384      |
| Super Audio CD                          | 31 tháng 7 năm 2001  | Sony                      | CS 69384      |
| Ấn bản 2CD Legacy                       | 7 tháng 8 năm 2008   | Columbia/Legacy           | 88697 22581 2 |
| 2CD/DVD ấn bản kỷ niệm 30 năm phát hành | 7 tháng 8 năm 2008   | Columbia/Legacy           | 88697 30801 2 |
| SACD chỉnh âm                           | 2012                 | Mobile Fidelity Sound Lab | UDSACD 2089   |